# 11-я бронекавалерийская дивизия
11-я бронекавалерийская Любушская дивизия имени короля Яна III Собеского (пол. 11 Lubuska Dywizja Kawalerii Pancernej im. Króla Jana III Sobieskiego) — тактическое соединение сухопутных войск Польши.
Сокращённое наименование в польском языке — 11 DKPanc, в русском языке — 11 бркд.

## История

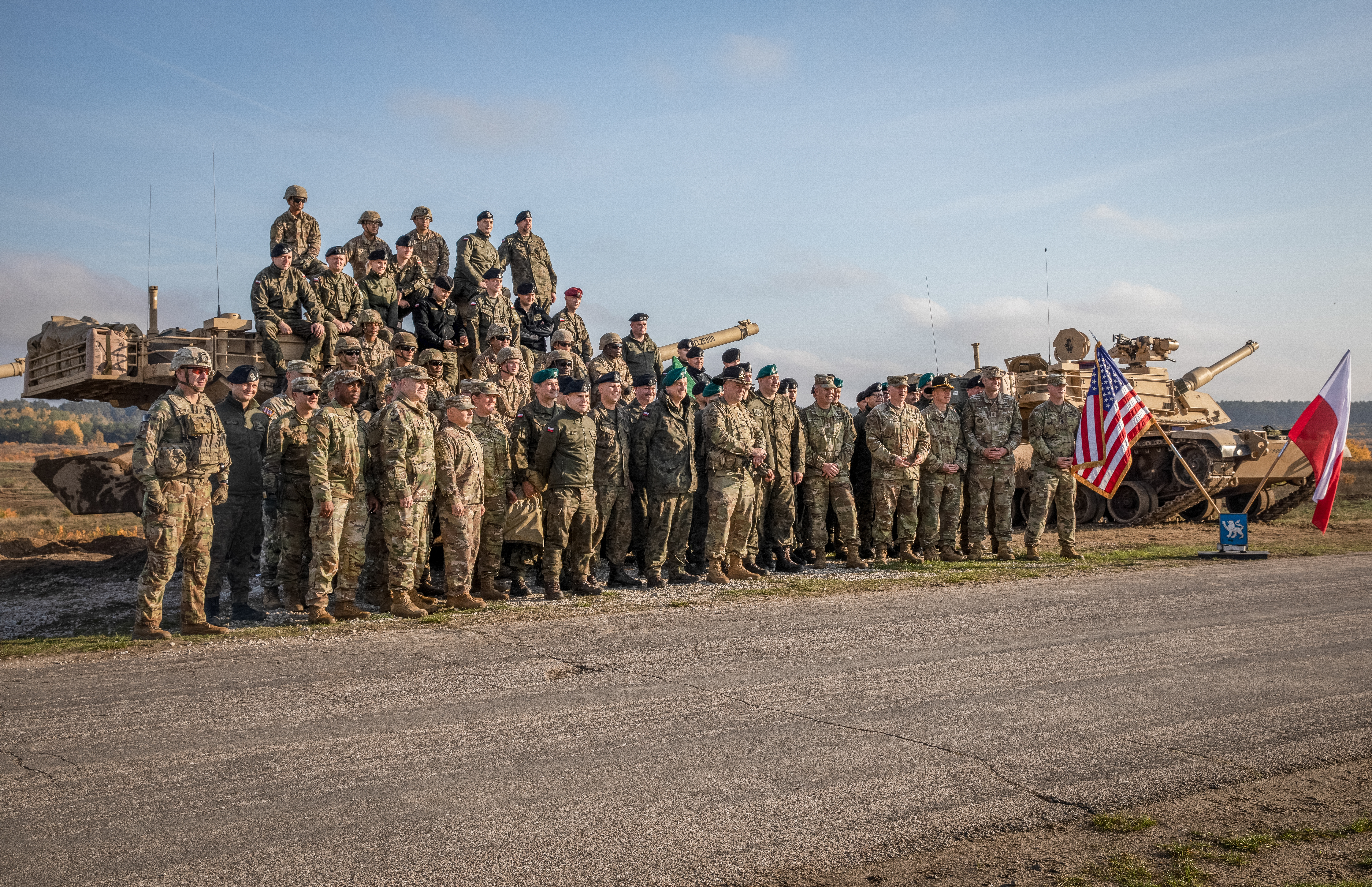
Солдаты 1-й кд и 11-й бркд на полигоне Дравско-Поморске. 25 октября 2022

11-я бронекавалерийская Любушская дивизия ведет прямую линию от сформированной в марте — апреле 1945 года в районе Лодзи 11-й пехотной дивизии Народного войска польского.
В марте 1949 года на базе 11-й пехотной дивизии, 6-го танкового полка и 25-го самоходно-артиллерийского полка (25 Pułk Artylerii Pancernej) была сформирована 11-я моторизованная дивизия. Дивизия вошла в состав 2-го бронетанкового корпуса (2 Korpus Pancerny).
В 1950 году дивизия была переформирована в 11-ю механизированную дивизию.
В апреле 1963 года 11-ю механизированную дивизию переформировали в 11-ю бронетанковую дивизию (11 Dywizję Pancerną).
В 1990 году дивизия была переформирована вновь в 11-ю механизированную дивизию. В сентябре 1991 года дивизия потеряла отличительное название «Дрезденская».
13 июля 1992 года дивизия получила новое отличительное название «бронекавалерия» и приняла наследие традиций следующих крупных бронетанковых частей вооружённых сил Польской Республики и Польских вооружённых сил на западе:
- 10-я кавалерийская бригада (10 Brygada Kawalerii) 1937—1939 гг.,
- 10-я бронекавалерийская бригада (10 Brygada Kawalerii Pancernej) 1939—1942 гг.,
- 1-я бронетанковая дивизия (1 Dywizja Pancerna) 1942—1947 гг.[~ 1]

В то время её полное название было — 11-я механизированная бронекавалерийская дивизия имени Яна III Собеского (11 Dywizja Zmechanizowana Kawalerii Pancernej im. Jana III Sobieskiego).
11 сентября 1992 года из названия дивизии вычеркнуто слово «механизированная» и добавлено слово «король». С этого дня полное название дивизии звучало — 11-я бронекавалерийская дивизия имени короля Яна III Собеского.
1 сентября 2003 года дивизия получила ещё одно отличительное название «Любушская». После расформирования 4-й и 5-й дивизий соединение оставалось единственным тактическим соединением сухопутных войск, дислоцированным на территории Любушского воеводства (в Сквежине дислоцируется 61-я Сквежинская зенитная ракетная бригада).
С 30 июня 2007 года расформирована дислоцированная в деревне Венджин 15-я бронекавалерийская Великопольская бригада имени генерала брони Владислава Андерса (15 Wielkopolską Brygadę Kawalerii Pancernej im. gen. broni Władysława Andersa)
В декабре 2010 года Рада Згожелецкого повята присвоила дивизии почётный знак «За заслуги перед Згожелецким повятом».
В 2017 году два танковых батальона Леопард 2 из 11-й бркд были переведены с полигона Жагань на полигон Весола, в то время как боевое расписание войск осталось без изменений. Взамен 11-я бркд получила танки Т-72..
Праздник дивизии отмечается 12 сентября.

## Состав

### 2020 год

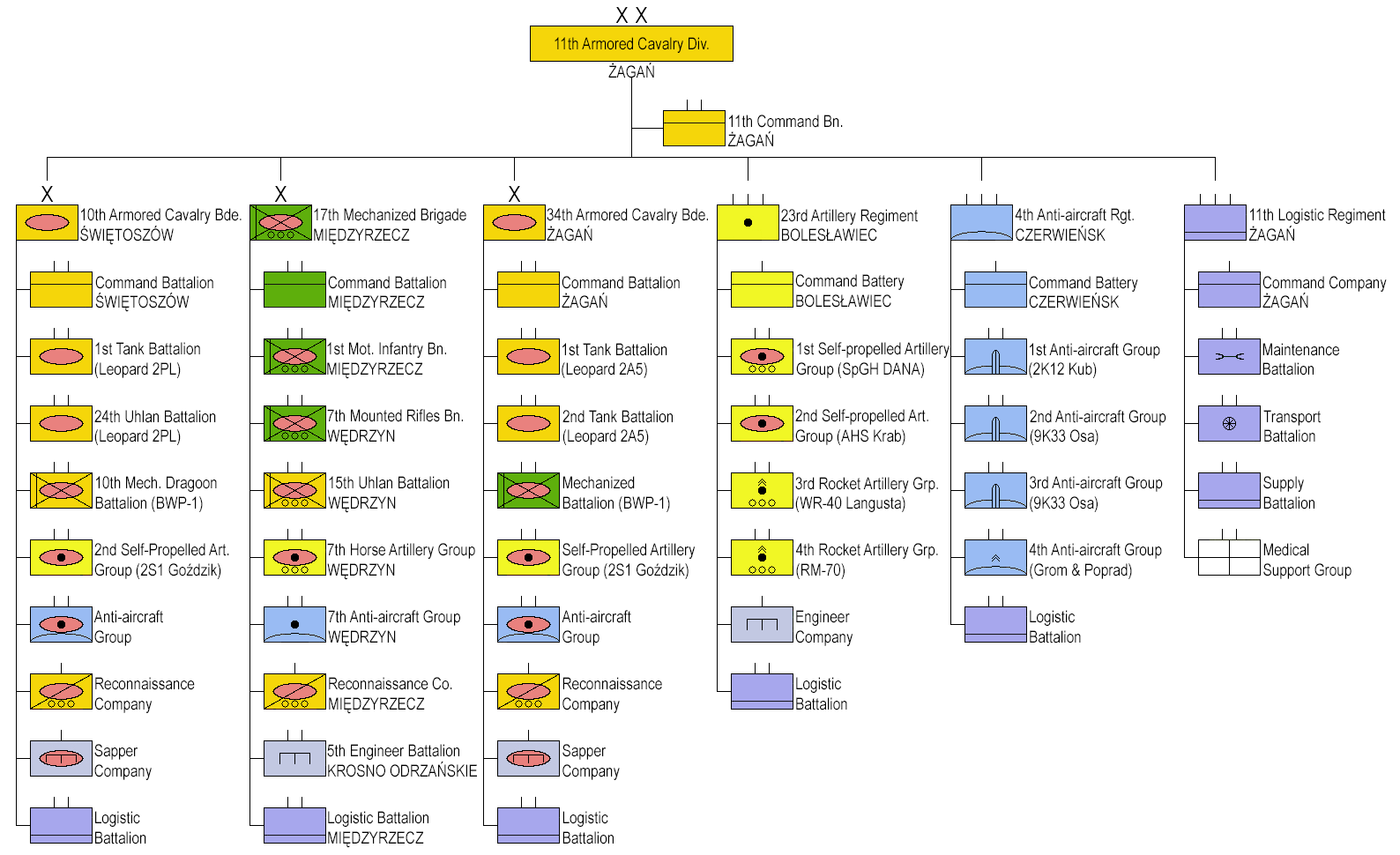
ОШС 11-й бркд на 2020 год.

- 10-я бронекавалерийская бригада[пол.] имени генерала брони Станислава Мачека (10 Brygada Kawalerii Pancernej im. gen. broni Stanisława Maczka) (Свентошув Нижнесилезского воеводства)
- 34-я бронекавалерийская бригада[пол.] имени великого коронного гетмана Яна Замойского (34 Brygada Kawalerii Pancernej im. htm. wielkiego koronnego Jana Zamoyskiego) (Жагань)
- 17-я механизированная Великопольская бригада[пол.] имени генерала брони Юзефа Довбор-Мусницкого (17 Wielkopolska Brygada Zmechanizowana im. gen. broni Józefa Dowbor-Muśnickiego) (Мендзыжеч)
- 23-й артиллерийский Силезский полк[пол.] имени генерала брони Тадеуша Розвадовского (23 Śląski Pułk Artylerii im. gen. broni Tadeusza Jordana-Rozwadowskiego) (Болеславец)
- 4-й зенитный ракетный Зеленогорский полк[пол.] имени дивизионного генерала Стефана Ровецкого (4 Zielonogórski Pułk Przeciwlotniczy im. gen. dyw. Stefana Roweckiego «Grota») (Червеньск)
- 11-й полк материально-технического обеспечения (11 Pułk Logistyczny) (Жагань)
- 11-й батальон управления имени генерала брони Зигмунта Садовского (11 Batalion Dowodzenia im. gen. broni Zygmunta Sadowskiego) (Жагань)